# Мемориален дворец Къмсусан
Мемориалният дворец Къмсусан (на корейски: 금수산기념궁전), официално Къмсусански дворец на Слънцето, е мавзолеят на севернокорейските лидери Ким Ир Сен и Ким Чен Ир. Построен е през 1976 г. като официална резиденция на Ким Ир Сен.
Срещу мавзолея, на хълма Тесон, се намира Мемориалното гробище на революционерите, където е погребана Ким Чен Сук – съпруга на Ким Ир Сен и майка на Ким Чен Ир. Мавзолеят и гробището съставляват единен комплекс.
Мавзолеят представлява голяма сграда, намираща се в североизточната част на столицата на КНДР Пхенян. Използвана е за конферентна зала и резиденция на Ким Ир Сен. Пред мавзолеия се намира голям площад с дължина 500 m, а от северната и източната страна е ограден с ров.
След кончината на Ким Ир Сен през юли 1994 г. неговото тяло е балсамирано и положено в залата за поклонение. След траурната церемония сградата е превърната в мавзолей на „вечния лидер на страната“ по нареждане на неговия син и наследник Ким Чен Ир. Според някои оценки, преобразуването струва най-малко 100 милиона долара.
През декември 2011 г. в мавзолея е положено и тялото на починалия Ким Чен Ир.
Това е най-големият и добре поддържан мавзолей на комунистически лидер в света и единственият, съхраняващ множество покойници. Той е сред най-почитаните мавзолеи в света.

## Архитектура
Мавзолеят е бившата резиденция на Ким Ир Сен, която през 1994 г. е реконструирана да служи като „вечен дом“ на вожда на страната.
Отвън е покрит с гранит, а над входа е окачен портрет, изобразяващ вожда на КНДР. Върху покрива на мемориалната и свещена за севернокорейците сграда се развява знамето на народната република. Постоянно е пълна със севернокорейски почитатели на великия вожд – другаря Ким Ир Сен.
Разположен е в голям двор, от който севернокорейските и чуждите посетители правят снимки на паметната гробница. В сградата на мавзолея се влиза през дълъг и добре поддържан подземен коридор, а снимачната техника се оставя пред входа и се взима обратно на излизане от сградата.

## Мавзолей
Състои се от много на брой различни стаи, внушаващи комунистически настроения, в които звучи революционна музика. Тялото на вожда Ким Ир Сен е изложено в стъклен ковчег в специална стая. В останалите стаи са разположени паметници и статуи на севернокорейски воини от японското сражение на партизаните.
В мавзолея са погребани също войници и близки на семейство Ким. Официално се знае, че там лежи и тялото на Ким Чен Сук – съпруга на Ким Ир Сен и майка на неговия първороден син и наследник начело на КНДР Ким Чен Ир. Във всяка погребална стая има плоча с гравиран надпис с името и постиженията на погребаната в нея личност.

## Посещение
Мавзолеят всеки ден е отворен за посещение от севернокорейски и чуждестранни посетители. Снимките са позволени само от външната страна на сградата.
Севернокорейците посещават мавзолея най-малко 3 пъти в годината. Традиционното облекло за посещение на мавзолея е риза и вратовръзка за мъжете и рокля за жените. Роклите са в традиционни (но не ярки) цветове като розово, синьо, зелено и др.